# Гаррісон (Іллінойс)
Гаррісон (англ. Harrison) — переписна місцевість (CDP) в США, в окрузі Джексон штату Іллінойс. Населення — 895 осіб (2020).

## Географія
Гаррісон розташований за координатами 37°47′51″ пн. ш. 89°20′9″ зх. д. / 37.79750° пн. ш. 89.33583° зх. д. (37.797557, -89.335972).  За даними Бюро перепису населення США в 2010 році переписна місцевість мала площу 5,42 км², з яких 5,32 км² — суходіл та 0,09 км² — водойми.

## Демографія
Згідно з переписом 2010 року, у переписній місцевості мешкало 970 осіб у 394 домогосподарствах у складі 268 родин. Густота населення становила 179 осіб/км².  Було 440 помешкань (81/км²).
Расовий склад населення:
| - 91,9 % — білих - 3,8 % — чорних або афроамериканців - 0,4 % — корінних американців - 1,2 % — осіб інших рас |

До двох чи більше рас належало 2,7 %. Частка іспаномовних становила 3,3 % від усіх жителів.
За віковим діапазоном населення розподілялося таким чином: 23,8 % — особи молодші 18 років, 59,1 % — особи у віці 18—64 років, 17,1 % — особи у віці 65 років та старші. Медіана віку мешканця становила 38,3 року. На 100 осіб жіночої статі у переписній місцевості припадало 99,6 чоловіків;  на 100 жінок у віці від 18 років та старших — 95,0 чоловіків також старших 18 років.
Середній дохід на одне домашнє господарство  становив 50 593 долари США (медіана — 38 750), а середній дохід на одну сім'ю — 69 623 долари (медіана — 58 714). За межею бідності перебувало 15,1 % осіб, у тому числі 16,6 % дітей у віці до 18 років та 0,0 % осіб у віці 65 років та старших.
Цивільне працевлаштоване населення становило 371 осіб. Основні галузі зайнятості: освіта, охорона здоров'я та соціальна допомога — 28,3 %, фінанси, страхування та нерухомість — 17,0 %, роздрібна торгівля — 15,9 %, публічна адміністрація — 15,9 %.